# Konstantinos Dimitriou
Konstantinos Dimitriou (griechisch Κωνσταντίνος Δημητρίου, * 30. Juni 1999 in Thessaloniki) ist ein griechischer Fußballspieler.

## Verein

### PAOK Thessaloniki
In seiner Jugendzeit spielte der Verteidiger für seinen Heimatverein Giannitsa FC und schloss sich dann im Sommer 2013 dem Nachwuchs von PAOK Thessaloniki an. Zur Saison 2017/18 wurde er in die erste Mannschaft aufgenommen, kam jedoch zu keinem Einsatz. Lediglich am 15. Spieltag gegen AO Platanias wurde er als Ersatzspieler ins Kader aufgenommen, wurde jedoch nicht eingesetzt.

### FC Basel
Zur Saison 2018/19 wechselte Dimitriou in die Schweizer Super League zum FC Basel, wo er einen Vierjahresvertrag bis Juni 2022 unterschrieben hat. In seiner ersten Spielzeit kam er auf 18 Einsätze für die U-21-Mannschaft des FC Basel, jedoch zu keinem Einsatz für die 1. Mannschaft. Am 3. August 2019, am 3. Spieltag der Saison 2019/20, gab er sein Debüt für den Profikader beim 3:2-Auswärtssieg gegen den FC Thun.

### FC Wil 1900
Die Rückrunde der Saison 2019/20 verbrachte Dimitriou leihweise beim Zweitligisten FC Wil 1900, wo er lediglich eine Partie bestritt. Am 8. Februar 2020 wurde er bei der 0:2-Auswärtsniederlage gegen den SC Kriens in der 71. Minute ausgewechselt.

### Mezőkövesd-Zsóry SE
Im Januar 2021 schloss er sich dem ungarischen Erstligisten Mezőkövesd-Zsóry SE an.

## Nationalmannschaft
Seit 2014 kommt der Abwehrspieler regelmäßig in den verschiedenen griechischen Jugendnationalmannschaften zum Einsatz. Bisher absolvierte er insgesamt 36 Partien, ein Tor gelang ihm dabei jedoch noch nicht. Aktuell steht er im Kader der U-21-Auswahl.